# Ingo Römling

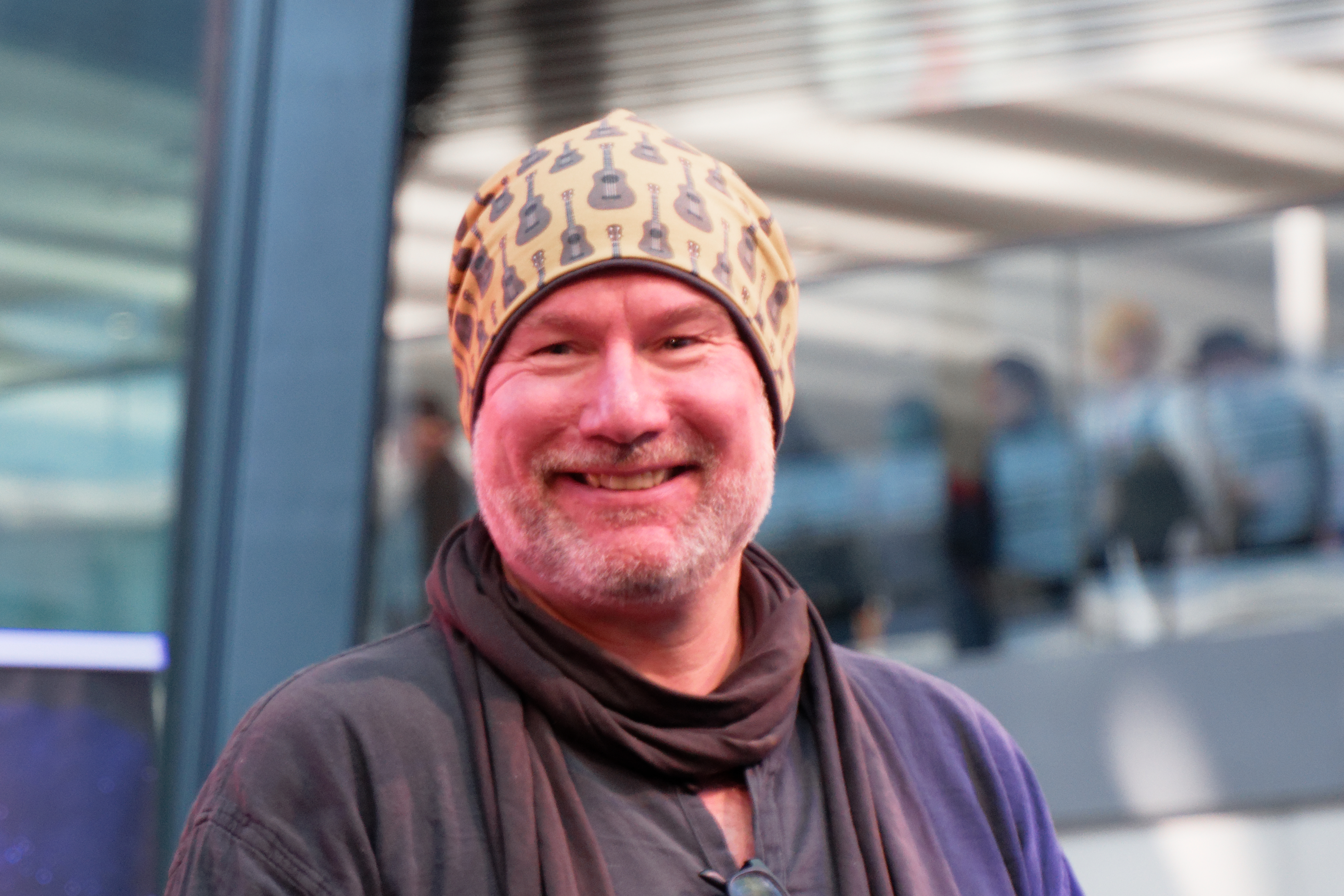
Ingo Römling auf der ComicCon in Stuttgart 2024

Ingo Römling alias Monozelle (* 19. März 1969 in Frankfurt am Main) ist ein deutscher Illustrator, Comiczeichner und Musiker. Neben eigenen Comics zeichnet er Artworks für Plattencover und Zeitschriften, aber auch Werbemaskottchen und Illustrationen für Schulbücher. Seine ‚digitale Illustration‘ kombiniert traditionelle analoge Zeichentechniken mit Fotografie, digitaler 3D-Grafik, und anderen digitalen Grafiktechniken. Römling gehört zu den bekanntesten Illustratoren der Schwarzen Szene.

## Leben
Römling wurde 1969 in Frankfurt am Main geboren und wuchs in Karben auf. Bereits sein Vater las gern Comics und war ein Fan von Asterix. Bereits vor Schuleintritt lernte der junge Ingo Römling mit diesen Heften lesen. Seit seiner Jugend ist er ein Fan von Spider-Man. Während seiner Kindheit war Zeichnen stets seine liebste Beschäftigung. Bereits mit 15 Jahren veröffentlichte Römling die ersten eigenen Zeichnungen bei einem kleinen Verlag. Während er den schulischen Kunstunterricht anfänglich als reine Beschäftigungstherapie empfand, bekam er in der Oberstufe einen sehr guten Kunstlehrer, welcher seine Begeisterung für das Fach wecken konnte. Im Musikunterricht kam er zum ersten Mal mit Bass und Synthesizer in Berührung, Instrumenten, die er noch heute spielt. Seit 1986 stand er in Kontakt mit mehreren Verlagen und Agenturen und erhielt so erste Aufträge. 1988 legte er das Abitur ab.
1989 engagierte ihn eine Musikzeitschrift als Zeichner für witzige Bilder zu den Artikeln, nachdem er dem Herausgeber seine Zeichnungen präsentiert hatte. Seine Bewunderung galt den Comics des Magazins Schwermetall, besonders denen von Jean Giraud. 1992 begann er ein Kommunikationsdesign-Studium an der FH Wiesbaden, bei dem er unter anderem Kurse im Aktzeichnen, Illustration und Markertechnik belegte. Nach zwei Jahren brach er dieses jedoch ab, um sich als Illustrator selbstständig zu machen. 1993 nahm er an Guido Schröters Ausstellung Comopoly in Hamburg teil. 1994 machte Römling sich mit seinem Atelier für Visuelle Kommunikation fantasyfactory selbständig und erhielt die ersten größeren Aufträge großer internationaler Unternehmen, für die er hauptsächlich Cartoons und Karikaturen zeichnete. Zu dieser Zeit entwickelte er, durch den Kontakt zur Schwarzen Szene, auch seinen typischen Stil, für den er heute bekannt ist. 1999 stellte ihn die Agentur SkaDialog als Leiter der Bereiche Desktop-Publishing und Reinzeichnung ein.
2001 lernte Römling Alexander Spreng alias Asp, Frontman der Band ASP kennen. Da Asp selbst Comic-Autor ist, entstand eine langjährige und intensive Zusammenarbeit, gemeinsam entstand auch Römlings Debütalbum Varieté Obscur, die Comicfassung des gleichnamigen Asp-Liedes. 2003 wechselte er wieder in die Selbstständigkeit als freiberuflicher Illustrator und Grafiker. Heute lebt und arbeitet der Künstler in Berlin. CHIP Onlines Bestenlistenportal Zehn.de wählte Ingo Römling auf Platz 8 der interessantesten Plattencover-Künstler der Welt.
Seit 2014 ist Ingo Römling der erste deutsche autorisierte Disney-Zeichner, der an Star Wars Comics arbeitet. Der Panini Verlag verpflichtete ihn für die Comics der Animationsserien Star Wars Rebels und Star Wars Resistance. Im monatlichen Turnus wechselt er sich mit dem britischen Zeichner Bob Molesworth ab. Die Storys stammen aus der Feder des britischen Autors Martin Fisher.
Seit Oktober 2016 ist Ingo Römling Ehrenmitglied (Friend of the Legion) der 501st Legion, German Garrison.

## Werke

### Comics
- Mennigen, Peter; Römling, Ingo: Malcolm Max – Band 1. Body Snatchers. 2013, Bielefeld, Splitter-Verlag, ISBN 978-3-86869-546-5
- Mennigen, Peter; Römling, Ingo: Malcolm Max – Band 2. Malcolm Max – Auferstehung. 2014, Bielefeld, Splitter-Verlag, ISBN 978-3-86869-547-2
- Mennigen, Peter; Römling, Ingo: Malcolm Max – Band 3. Malcolm Max – Nightfall. 2016, Bielefeld, Splitter-Verlag, ISBN 978-3-86869-548-9
- Mennigen, Peter; Römling, Ingo: Malcolm Max – Band 4. Malcolm Max – Blutrausch. 2019, Bielefeld, Splitter-Verlag, ISBN 978-3-96219-248-8
- Mennigen, Peter; Römling, Ingo: Malcolm Max – Band 5. Malcolm Max – Die Schwesternschaft der Nacht. 2022, Bielefeld, Splitter-Verlag, ISBN 978-3-96219-249-5
- Mennigen, Peter; Römling, Ingo: Malcolm Max – Band 6. Malcolm Max – Der Kannibale von London. 2023, Bielefeld, Splitter-Verlag, ISBN 978-3-98721-297-0
- Mennigen, Peter; Römling, Ingo u. a.: Malcolm Max – Die Fälle von Emmeline & Miranda Finch. 2019, Bielefeld, Splitter-Verlag, ISBN 978-3-96219-264-8
- Marazano, Richard; Römling, Ingo: Les Chroniques de l'Univers Bd. 1 – La Thrombose du Cygne. 2020, Paris, Éditions Dargaud, ISBN 978-2-205-08466-5
- Marazano, Richard; Römling, Ingo: Les Chroniques de l'Univers Bd. 2 – Les Mangeurs du Temps. 2021, Paris, Éditions Dargaud, ISBN 978-2-205-08728-4
- Marazano, Richard; Römling, Ingo: Les Chroniques de l'Univers Bd. 3 – Fragments d'une enfance éternelle. 2024, Paris, Éditions Dargaud, ISBN 978-2-205-20274-8
- Duval, Fred; Römling, Ingo: Metropolia Bd. 1 – Berlin 2099. 2025, Paris, Éditions Dargaud, ISBN 978-2-205-20867-2
- Rucka, Greg; Worley, Alec; Römling, Ingo: Star Wars Abenteuer 7 – Im Auftrag der Rebellion. 2020, Stuttgart, Panini Verlag, ISBN 978-3-7416-1719-5
- Runberg, Sylvain; Römling, Ingo u. a.: Métal Hurlant No 1 – Le Futur c'est déjà demain. 2021, Paris, Les Humanoïdes Associés, ISBN 978-2-7316-4037-3
- Scott, Cavan; Römling, Ingo u. a.: Star Wars – Tales from the Death Star. 2023, Milwaukie, Dark Horse Comics, ISBN 978-1-5067-3829-1
- Mennigen, Peter; Römling, Ingo u. a.: Ein heiliges Experiment. 2015, Schnell & Steiner, ISBN 978-3-7954-3000-9[9]
- Spreng, Alexander (Asp); Römling, Ingo: Sieben Jahre mit Garg. 2007–2010[10]
- Spreng, Alexander (Asp); Römling, Ingo: Varieté Obscur. 2006[11]
- Spreng, Alexander (Asp); Römling, Ingo: Johann Salamander und der Fall „Alice?“. 2009[12]
- Spreng, Alexander (Asp); Römling, Ingo: Johann Salamander und der Fall „Varieté Obscur“. 2009 (Neuauflage von „Varieté Obscur“)[12]
- Völlinger, Andreas; Römling, Ingo: "Himmelfahrt", Kurzgeschichte im Comicgate-Magazin 4. 2009 (auch Coverillustration)[13]
- Christopher Tauber; Römling, Ingo u. a.: Survivor Girl. 2016, Stuttgart, Zwerchfell Verlag, ISBN 978-3-943547-29-0
- Illustration von Geschichten für Die Toten Band 1, 2 und 4; Cover für Band 1-3 (Zwerchfell Verlag, 2011, ICOM Independent Comic Preis)[14][15]
- Cover für Die Toten 1-2 (Neue Serie ab 2014, Panini Verlag)[16]
- 2015–2018: Illustration der Comic-Episodenserie Star Wars Rebels des Panini Verlags als offiziell autorisierter Disney-Zeichner im monatlichen Wechsel mit Bob Molesworth[17]
- ab 2018: Illustration der Comic-Episodenserie Star Wars Resistance des Panini Verlags als offiziell autorisierter Disney-Zeichner.
- Cover für das Comicgate-Magazin 10 (2018)[18]
- Das ist kein Jazz, Geschichte über den Gegenspieler von Batman, den Joker in der Anthologie Joker – The World für DC Comics, geschrieben von Torsten Sträter, 2024, ISBN 978-3-7416-3993-7.[19]

### Plattencover
Für folgen Bands zeichnete Römling Plattencover (Auswahl):
- Alestorm: Cover-Illustrationen für alle bisherigen Alben und Singles
- ASP: Cover für alle Alben und Singles der Jahre 2003 bis 2009 (außer: Akoasma, Humility und Zaubererbruder), zahlreiche Poster und Merchandising-Artikel
- Atrocity: Albumcover für Werk 80 II (mit Dita von Teese)
- Charlie Clouser: Cover-Artwork für Saw II Original Score
- Diary of Dreams: Cover-Artworks für Nekrolog 43, Mensch.Feind, (if), Merchandising-Artikel
- Die Kammer: Cover für alle Alben und Singles, Animations-Video zu Sinister Sister
- Faun: Album Artworks für Von Den Elben (nur Deluxe-Edition), Luna, Luna + Live & Acoustic in Berlin sowie Bühnenbild der Luna-Tour 2015
- Gerd Knebel: Cover-Artworks für die Band GiftDwarf, Plakat für sein Programm World Of Drecksäck
- In Strict Confidence: Cover für Babylon, Holy, Seven Lives, Where Sun And Moon Unite, Exile Paradise, La Parade Monstrueuse und Utopia, aktuelles Bandlogo
- Lacrimosa: grafische Gestaltung der DVD-Edition des Live-Albums Lichtjahre
- Leaves’ Eyes: Albumcover für We Came With The Northern Winds
- Letzte Instanz: Cover-Illustrationen für Schuldig, Heilig und Ewig, Merchandising-Artikel, aktuelles Bandlogo
- Samsas Traum: Komplettgestaltung des Albums a.Ura und das Schnecken.Haus, Illustrationen für Wenn schwarzer Regen, Merchandising-Artikel
- Seabound: Gestaltung der Alben No Sleep Demon v2.0 und Double Crosser sowie der Single Poisonous Friend
- U-Bahn-Kontrollöre in tiefgefrorenen Frauenkleidern: Cover-Artworks für Simsalabimbambasaladusaladim, Hardcore A Cappella, Vollgas und Glücklich
- Umbra et Imago: Cover-Artworks für Memento Mori, Gedanken eines Vampirs (Re-Release) und Motus Animi, Merchandising-Artikel

### Zeitschriften und Bücher
Römling gestaltete die Cover der Trilogie Play, Rewind und Tremendista von Thomas Sabottka. Seine Arbeiten für diverse Bands sind immer wieder in den Szenemagazinen Orkus, Gothic Magazine, Sonic Seducer oder Zillo zu sehen, teilweise auch als Titelbild. Für die Kulturbeilage Kulturspiegel des Spiegels illustrierte er zwei Artikel und ein Titelbild.

### Firmenaufträge
Römling entwarf den Flatrater für die Firma Versatel und zeichnete Bastian Schweinsteiger als Comicfigur für eine BiFi-Werbung. Zu seinen Kunden zählten schon Unternehmen wie Deutsche Bank, Dresdner Bank, Fidelity Investments, MCI WorldCom Deutsche Telekom, GlaxoSmithKline, Merz Pharma, DB Cargo, Lufthansa Cargo, Tupperware, Karstadt, Agrippina Versicherungen und Quelle. Außerdem zeichnete er für zahlreiche Musiclabels wie Electrola, EMI, Sony Music, Trisol Music Group, Napalm Records, Drakkar Entertainment, Danse Macabre (Label), Minuswelt, Spirit Productions, Dependent, Hall Of Sermon und Moonfish.

### Musik
Römling spielt mit Matthias Keller von der Band U-Bahn-Kontrollöre in tiefgefrorenen Frauenkleidern in der Band Keller & Verstärkung. Auch spielte er bei zwei Konzerten der Band Umbra et Imago als Bassist und macht selbst Musik mit dem Synthesizer. Für mehrere Bands hat er bereits Remixe produziert. Seit 2015 ist er zudem Bassist der Band Die Kammer.
Remixe Römlings, die von den Bands veröffentlicht wurden (Auswahl):
- ASP: Stille der Nacht, Lykanthropie, Spiegelaugen, Varieté Obscur
- Curve: Unreadable Communication
- In Strict Confidence: Seven Lives
- L’Âme Immortelle: Jenseits der Schatten
- Samsas Traum: Mohn auf weißen Laken, Heiliges Herz
- Seabound: Torch
- Umbra et Imago: Sagt Nein